# European Masters (snooker)
Lo European Masters è un torneo professionistico di snooker, valido per il Ranking, che si è disputato nel 2016 a Bucarest, in Romania, tra il 2017 e il 2018 a Lommel, in Belgio, nell'edizione 2020 (2019-2020) a Dornbirn, in Austria e tra l'edizione 2020 (2020-2021) e l'edizione 2022 (2021-2022) a Milton Keynes, in Inghilterra.

## Storia
Dopo varie edizioni con diverse denominazioni, nel 2016 lo European Masters torna nel circuito professionistico di snooker a Bucarest in Romania. A vincere il torneo è Judd Trump che batte Ronnie O'Sullivan 9-8. L'inglese si ripete anche nel 2017 contro Stuart Bingham a Lommel in Belgio.
L'edizione 2018 vede l'uscita di molti dei giocatori migliori e la vittoria di Jimmy Robertson, che ottiene il suo primo titolo Ranking contro Joe Perry per 9-6.
Dopo una assenza nel 2019, lo European Masters si svolge a Dornbirn in Austria ad inizio 2020. Vince Neil Robertson per 9-0 contro Zhou Yuelong. Per la prima volta in questo torneo non giocano inglesi in finale.

## Albo d'oro
| Edizione | Vincitore       | Finalista         | Risultato | Stagione  | Città         | Impianto           | Tipologia | Note  |
| -------- | --------------- | ----------------- | --------- | --------- | ------------- | ------------------ | --------- | ----- |
| 2016     | Judd Trump      | Ronnie O'Sullivan | 9 - 8     | 2016-2017 | Bucarest      | Globus Circus      | Ranking   | [ 6 ] |
| 2017     | Judd Trump      | Stuart Bingham    | 9 - 7     | 2017-2018 | Lommel        | De Soeverein       | Ranking   | [ 3 ] |
| 2018     | Jimmy Robertson | Joe Perry         | 9 - 6     | 2018-2019 | Lommel        | De Soeverein       | Ranking   | [ 4 ] |
| 2020 (1) | Neil Robertson  | Zhou Yuelong      | 9 - 0     | 2019-2020 | Dornbirn      | Messe Dornbirn     | Ranking   | [ 5 ] |
| 2020 (2) | Mark Selby      | Martin Gould      | 9 - 8     | 2020-2021 | Milton Keynes | Marshall Arena     | Ranking   | [ 7 ] |
| 2022 (1) | Fan Zhengyi     | Ronnie O'Sullivan | 10 - 9    | 2021-2022 | Milton Keynes | Marshall Arena     | Ranking   | [ 8 ] |
| 2022 (2) | Kyren Wilson    | Barry Hawkins     | 9 - 3     | 2022-2023 | Fürth         | Stadthalle Fürth   | Ranking   |       |
| 2023     | Barry Hawkins   | Judd Trump        | 9 - 6     | 2023-2024 | Norimberga    | Kia Metropol Arena | Ranking   |       |

## Statistiche

### Finalisti
| Giocatore         | Vittorie | Finali perse | Totale |
| ----------------- | -------- | ------------ | ------ |
| Judd Trump        | 2        | 1            | 3      |
| Jimmy Robertson   | 1        | 0            | 1      |
| Neil Robertson    | 1        | 0            | 1      |
| Mark Selby        | 1        | 0            | 1      |
| Fan Zhengyi       | 1        | 0            | 1      |
| Kyren Wilson      | 1        | 0            | 1      |
| Barry Hawkins     | 1        | 1            | 2      |
| Stuart Bingham    | 0        | 1            | 1      |
| Joe Perry         | 0        | 1            | 1      |
| Zhou Yuelong      | 0        | 1            | 1      |
| Martin Gould      | 0        | 1            | 1      |
| Ronnie O'Sullivan | 0        | 2            | 2      |

### Finalisti per nazione
| Nazione     | Vittorie | Finali perse | Totale |
| ----------- | -------- | ------------ | ------ |
| Inghilterra | 6        | 7            | 13     |
| Cina        | 1        | 1            | 2      |
| Australia   | 1        | 0            | 1      |

- Vincitore più giovane: Fan Zhengyi (21 anni, 2022)
- Vincitore più anziano: Neil Robertson (38 anni, 2020 (1)

### Century break
| Edizione | Century break | Miglior break                       | Century break (qualificazioni) | Miglior break (qualificazioni) |
| -------- | ------------- | ----------------------------------- | ------------------------------ | ------------------------------ |
| 2016     | 25            | Mark Selby (136)                    | 42                             | Shaun Murphy (147)             |
| 2017     | 52            | Mark Allen (145)                    | 19                             | Eden Sharav (140)              |
| 2018     | 24            | Jack Lisowski Jimmy Robertson (135) | 17                             | Matthew Selt (142)             |
| 2020 (1) | 27            | Thepchaiya Un-Nooh (146)            | 67                             | Michael Georgiou (142)         |
| 2020 (2) | 98            | Mark Allen (145)                    |                                |                                |
| 2022     | 60            | Ronnie O'Sullivan (141)             | 40                             | Thepchaiya Un-Nooh (144)       |

### Maximum break
| N° | Giocatore    | Avversario   | Turno          | Data              | Edizione | Note  |
| -- | ------------ | ------------ | -------------- | ----------------- | -------- | ----- |
| 1  | Shaun Murphy | Allan Taylor | Qualificazioni | 28 settembre 2016 | 2016     | [ 9 ] |

### Montepremi
| Edizione | Montepremi |
| -------- | ---------- |
| 2016     | €350000    |
| 2017     | £366500    |
| 2018     | £398500    |
| 2020 (1) | £407000    |
| 2020 (2) | £407000    |
| 2022     | £407000    |

### Sponsor
| Edizione | Sponsor   |
| -------- | --------- |
| 2016     |           |
| 2017     | 888sport  |
| 2018     | D88.com   |
| 2020 (1) | BetVictor |
| 2020 (2) | BetVictor |
| 2022     | BetVictor |